# Velkovýroba ctnosti
Velkovýroba ctnosti je fantastický satirický román, který napsal Jiří Haussmann v roce 1922. Reagoval tak na námětem podobné dílo Karla Čapka Továrna na absolutno a především na zážitky nedávno skončené 1. světové války.

## Děj
Na fiktivním ostrově Utopie, rozděleném na dva státy, se podaří nalézt zdroj dobra. Je jím elektřině podobná substance, vyráběná z lidských mozků. Dva největší boháči, z nichž každý prakticky vlastní polovinu ostrova, postaví každý ve svém státě obrovský stroj na výrobu této koncentrované ctnosti. Stavby podobné Leydenským lahvím probouzejí v obyvatelích touhu po sebeobětování, lásku k vlasti a další podobné emoce. Celá věc má však háček: Náboje obou zdrojů ctnosti jsou opačné a mezi obyvateli států vznikne nesmiřitelná nenávist. Ta se projeví strašlivým válečným konfliktem. Válka zásobuje obě továrny stále dalším materiálem, a to zpětně stupňuje válečné šílenství. To je ukončeno až po totálním zničení celého ostrova a vzájemném vybití kondenzovaného dobra.